# カンポ・デ・クリプターナ
カンポ・デ・クリプターナ(Campo de Criptana)は、スペイン・カスティーリャ＝ラ・マンチャ州シウダー・レアル県のムニシピオ（基礎自治体）。コマルカ（郡）としてはマンチャ・アルタの構成自治体のひとつである。ミゲル・デ・セルバンテスが著した小説『ドン・キホーテ』で主人公が巨人と勘違いして突進した風車群のモデルであるとされる。

## 地理
カンポ・デ・クリプターナはカスティーリャ＝ラ・マンチャ州シウダー・レアル県の北東部にあり、コマルカ（郡）としてはマンチャ・アルタの構成自治体のひとつである。近隣の自治体には、西にアルカサル・デ・サン・フアン、東にペドロ・ムニョス、南にアレナーレス・デ・サン・グレゴリオやアラメダ・デ・セルベラ、北にトレド県ミゲル・エステバンなどがある。この地域の中心的な自治体は人口31,650人のアルカサル・デ・サン・フアンであり、大規模なアルセス工業団地を有している。
クエンカ県から流れるサンカラ川が、東から西に向かって自治体南部を流れている。サンカラ川はシグエラ川（ヒグエラ川）に合流した後に、グアディアナ川と名を変えてシウダー・レアル近郊を流れ、ポルトガルを通って大西洋に注いでいる。

## 歴史

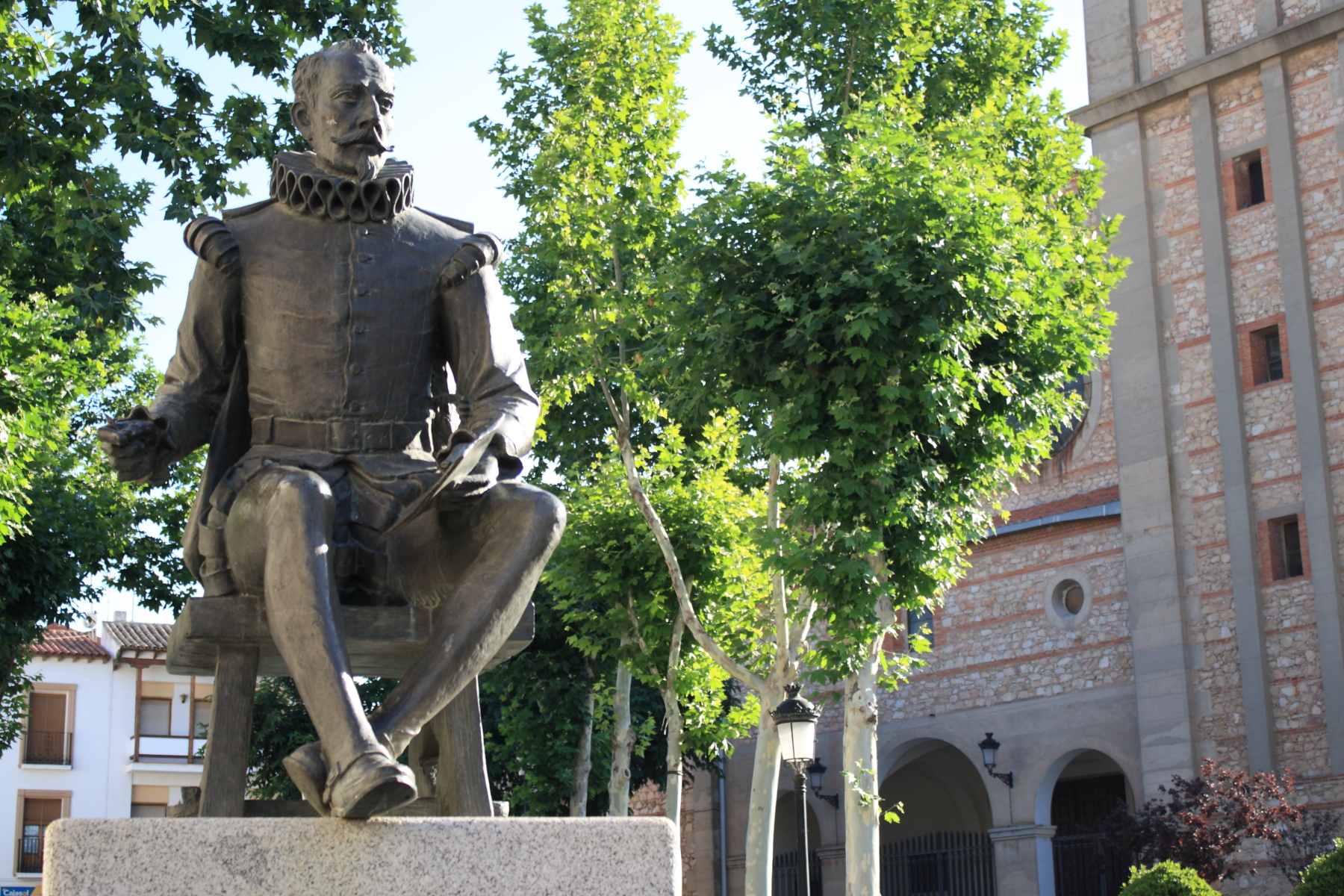
セルバンテスの銅像

### 先史時代・古代
周辺地域には先史時代から人類が居住しており、先史時代の狩猟・採集・農耕用道具が様々な場所から発掘されている。現在の市街地中心部から4km北にあるビリャホスには、先史時代から人類が居住していた。また、数多くの考古学的遺跡や歴史的文献が、青銅器時代以来の居住者の存在を証明しており、青銅器時代の陶器片などが発掘されている。歴史時代以降でもっとも多い遺跡は古代ローマ時代のものである。

### 中近世
少なくとも中世には、ビリャゴルドやエル・ピコ・デ・ラ・ソラーナなど同様に、クリプターナ、ビリャホス、ポサーダス・ビエハス、エル・カンポにも集落があったとする証拠がある。
現在の自治体域への居住は遥かに早くから行われており、クリプターナの集落は現在の市街地中心部より2km東に位置していた。1162年の聖ヨハネの政令では、クリプターナ、ケーロやアティレスなどとともに、ビリャホスは聖ヨハネ騎士団の所有地として登場し、トレドのモサラベ貴族であるミゲル・アサラフに対して、再定住するためにクリプターナの名称が与えられた。中世の様々な文献で、ビリャホスはビリャ・デ・アリオス、ビリャ・デ・アイオスなどのような名称で言及されている。ビリャホスは12世紀から衰退がはじまり、中心部にあったオリジナルの教会の跡地に現在の修道院が建設された。
今日のカンポ・デ・クリプターナ市街地中心部への居住は13世紀に遡る。現在の市街地はエル・カンポと呼ばれ、クリプターナ城の前哨基地を担っていたラ・パス丘の要塞的な位置にあった。この地域の地形的特徴が都市の形成と南側の平原への都市の拡大を決定づけた。後に町はサンティアゴ騎士団に渡され、ビリャホスやペドロ・ムニョスにも有していた土地の中心地を形成した。「カンポ・デ・クリプターナ」という名称が文献で初めて言及されたのは14世紀初頭である。カンポ・デ・クリプターナは14世紀までに再び衰退を始めた。
ポサーダス・ビエハスに関する文献はほとんど存在しないが、現在の鉄道線の南側にあるプエンテ道路の近くに位置し、1300年頃に衰退したという。
中世を通じて中心部の人口は成長し、サンティアゴ騎士団による様々な職人が居住していた。16世紀のカンポ・デ・クリプターナは繁栄の時代を経験し、民間資本（テルシア家による穀倉建設）、宗教資本（カルメリタス修道院によるパスの聖母修道院、ベラクルス修道院、サンタ・アナ修道院、コンセプシオン修道院）それぞれが村内で多数の建設計画を行った。
レコンキスタ後の16世紀末、多くのアラブ人家族がグラナダからカンポ・デ・クリプターナの東部に避難してきた。古代にグラナダにあった同名の地区の名称に因み、新しく生まれた地区はアルバイシン地区と呼ばれている。アルバイシン地区の家々には白色と藍色に塗られたアラブ風タイルが残っており、窓は鉄格子で装飾されている。
1575年のフェリペ2世の調査記録では1,000世帯（4,000人-5,000人）があったとされているが、17世紀初頭には1,300世帯-1,500世帯にまで増加した。
しかし、17世紀に起こったカスティーリャ王国の危機はカンポ・デ・クリプターナにも及び、その拡大を停止した。気候、病気の流行、不作、過度の課税などにより、それ以降は人口の伸びが停滞し、19世紀になるまで回復はとてもゆっくりとしたものだった。

### 近現代
19世紀初頭にスペインを含む連合軍とナポレオン・ボナパルト率いるフランス軍が戦った半島戦争（スペイン独立戦争）ではカンポ・デ・クリプターナも影響を受けたが、やがて戦争の影響を脱し、地域の農業中心地となって人口も徐々に増加した。これによって、教会財産の没収の恩恵を受けたブルジョアジーが出現した。
19世紀初頭まで、地域経済は伝統的な地中海式農業に基づいており、穀物、オリーブ、ブドウ、羊毛などを生産していた。19世紀初頭には一定程度の工業化が始まり、特に小麦粉製造やワイン製造が第一次産業に関連していた。
19世紀後半の鉄道の到来は、市街地南東部にある鉄道駅近くへの新たな工業施設の建設につながった。19世紀後半には経済力が強化され、この時期のカンポ・デ・クリプターナの建物を特徴づける、歴史的・地域的・近代的な建築の出現を可能にした。これらの裕福な家族は町の中心部に住居を建て、広大な開放耕地が卓越していた農業様式からの転換など、町に特色をもたらす都市再生を牽引した。開放耕地のひとつは住宅用地となり、この土地は農業活動よりもむしろ居住活動に関連していた。
1930年代のスペイン内戦まで、カンポ・デ・クリプターナの平坦な領域では人口が拡大し、市街地は南に向かって拡大した。1950年には人口15,659人を数え、カンポ・デ・クリプターナは20世紀中頃に最高人口に達したが、1980年までに人口は2,369人も減少し、大都市への移住の結果、経済的成長は止まった。市街地の拡大も終わり、成長は南部での小規模な開発に限定された。
1975年以後の民主化の時代には町が再興して拡大し、1970年代からの20年間で市街地面積はほぼ倍増した。その結果、増え続ける住宅地（大部分が一戸建て）、工場施設（市街地の南東端に孤立している）、オフィスビルなどが、全体的にインフラが欠如した非計画的な都市部を形成した。自治体レベルでの都市の開発を管理する決定の正式採用により、1981年に民主化後初の自治体の計画規則が承認されてから、状況は徐々に改善しつつある。20世紀後半には、風車群を中心とした観光業が地域経済を変容させる新たな要素となった。
20世紀末まで、市街地中心部から13km南東にあるアレナーレス・デ・サン・グレゴリオ（人口約700人）もカンポ・デ・クリプターナの自治体域に含まれていたが、サン・グレゴリオは1999年に独立した自治体となった。
パス丘を取り囲むすべての通りは旧市街の形状に沿っており、このことが平原上にあるラ・マンチャ地方の他の町と丘陵上のカンポ・デ・クリプターナを分けている。

## 人口
| カンポ・デ・クリプターナの人口推移 1900－2013           |
|                                                         |
| 出典:INE（スペイン国立統計局）1900年 - 1991年、1996年 - |

## 政治

### 首長
| カンポ・デ・クリプターナ首長 | カンポ・デ・クリプターナ首長                       | カンポ・デ・クリプターナ首長 |
| 在任期間                     | 名前                                               | 政党                         |
| ---------------------------- | -------------------------------------------------- | ---------------------------- |
| 1979-1983                    | アントニオ・ゴンサーレス・マンサネケ               | 民主中道連合(UCD)            |
| 1983-1987                    | ラモン・ガルシア＝カサルビオス・キニョーネス       | 国民同盟(AP)                 |
| 1987-1991                    | ホアキン・フエンテス・バリェステロス               | スペイン社会労働党(PSOE)     |
| 1991-1995                    | ホアキン・フエンテス・バリェステロス               | スペイン社会労働党(PSOE)     |
| 1995-1999                    | ホアキン・フエンテス・バリェステロス               | スペイン社会労働党(PSOE)     |
| 1999-2003                    | ホアキン・フエンテス・バリェステロス               | スペイン社会労働党(PSOE)     |
| 2003-2007                    | サンティアゴ・ルーカス＝トーレス・ロペス＝カセーロ | 国民党(PP)                   |
| 2007-2011                    | サンティアゴ・ルーカス＝トーレス・ロペス＝カセーロ | 国民党(PP)                   |
| 2011-2015                    | サンティアゴ・ルーカス＝トーレス・ロペス＝カセーロ | 国民党(PP)                   |

### 議会
| 地方自治体選挙結果         | 地方自治体選挙結果 | 地方自治体選挙結果 |        |
| 政党                       | 2011年             | 2011年             | 2011年 |
| -------------------------- | ------------------ | ------------------ | ------ |
| 政党                       | 得票率             | 議席数             |        |
| 国民党(PP)                 | 56.41              | 10                 |        |
| スペイン社会労働党(PSOE)   | 33.06              | 6                  |        |
| 連合・進歩・民主主義(UPyD) | 8.49               | 1                  |        |

## 交通
カンポ・デ・クリプターナにはアルカサル・デ・サン・フアンとアルバセーテ県の県都アルバセーテを結ぶ鉄道線が走っており、カンポ・デ・クリプターナ駅はアルカサル・デ・サン・フアンから1駅目である。アルカサル・デ・サン・フアンは三方向に鉄道路線が伸びる交通の要衝であり、南のマンサナーレスやバルデペーニャス、北のマドリード県アランフエス、東のアルバセーテを結んでいる。

## 見どころ

### 風車群

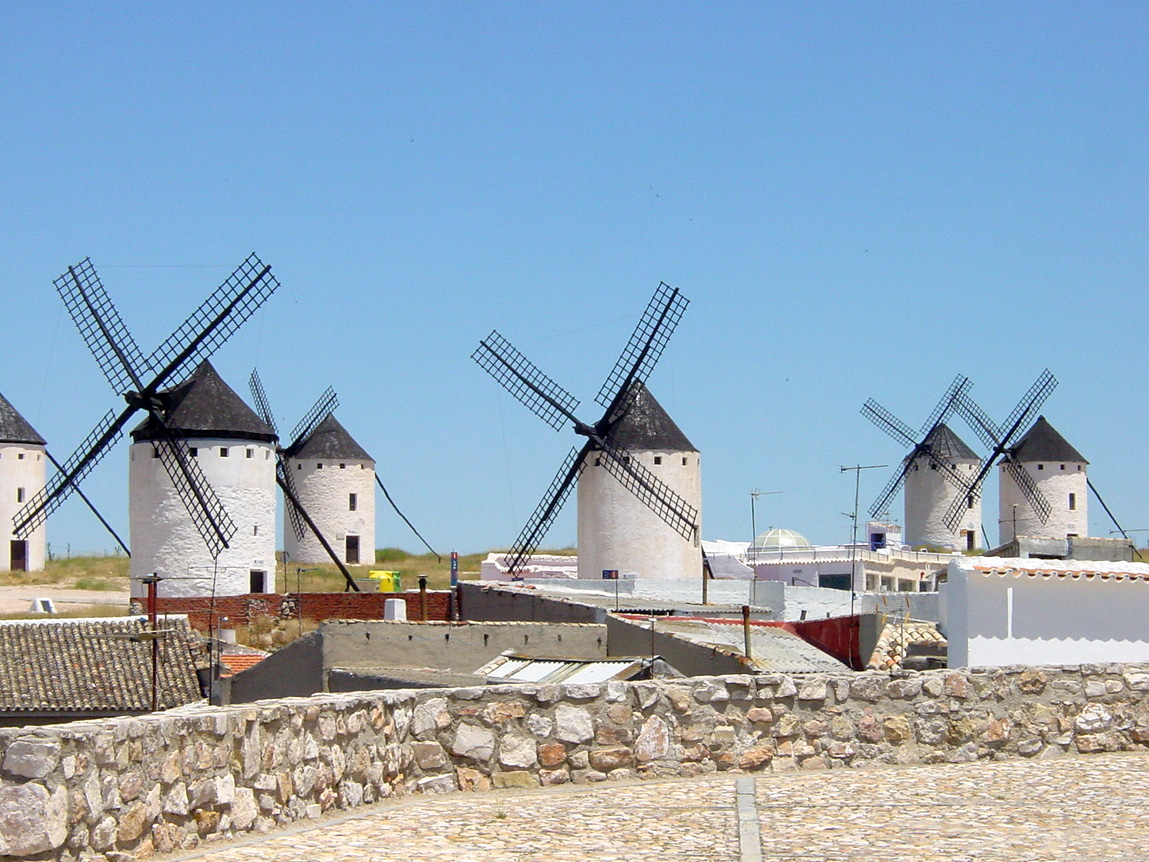
風車群

ラ・マンチャ地方に風車が設置されたのは16世紀中頃であるとされ、セルバンテスの時代には34基の風車があったとされる。17世紀初頭にミゲル・デ・セルバンテスが著した小説『ドン・キホーテ』の前篇第8章は、上記の文章で始まる。『ドン・キホーテ』で主人公ドン・キホーテが巨人ブリアレーオと勘違いして突進した風車群のモデルは、カンポ・デ・クリプターナであるとするのが定説である。風車群は間違いなくカンポ・デ・クリプターナを特徴づける景観であり、モリーノス山地からパス山にかけての山地を背景に、市街地のすぐ北側に立ち並んでいる。エンセナーダ侯爵の要請で記された19世紀の土地登記簿によると、19世紀にもセルバンテスの時代と同じく34基の風車が存在し、それぞれが明確に製粉機やその所有者の名称で識別されていた。
今日、オリジナルの構造や機構に修復された10基の風車を外部から眺めることができ、壊れたままの風車も3基存在する。訪問者は風車の内部を見学し、その機構についての説明を聞くことができる。資料館に改造された風車も存在する。「インカ・ガルシラソ」風車はこの土地の労働者についての資料館となり、「ピロン」はワイン資料館となり、「キメーラ」はビセンテ・ウイドブロ（詩人）の資料館となり、「クレブロ」はカンポ・デ・クリプターナ出身のサラ・モンティエル（歌手・女優）の資料館となり、「ラガルト」は詩の資料館となった。「ポジャートス」には自治体観光局が入所し、ツーリスト・インフォメーションとして使用されている。毎週土曜日には復元された風車のひとつが稼働される。毎年4月後半の「セルバンテス週間」には、住民有志で作る「粉ひき風車の友の会」が風車での粉ひきを実演するイベントを開催している。
1978年には風車群が歴史的＝芸術的記念物に登録された。歴史的＝芸術的記念物は後に文化遺産という名称に変更された。

### 穀倉

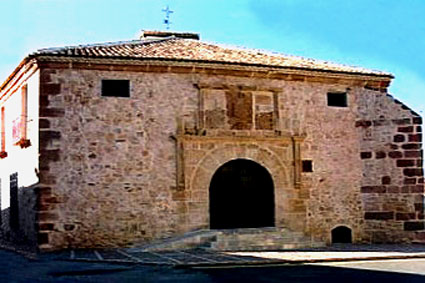
穀倉

穀倉（ポシト）は特に小麦などの穀物を貯蔵するための建物である。機関としての穀倉の歴史はかなり古く、地元自治体政府によって運営された。食糧配給が困難な時代に、受益者に有利な条件で農場労働者に穀物を供給すること、さらに、驚くべき速度で価格が高騰することがある小麦市場を規制することが目的だった。
カンポ・デ・クリプターナの穀倉は16世紀に遡り、カルロス3世によって改修・拡大された。穀倉から名づけられたポシト広場を見渡すことのできるファサードに扉が設置されており、アルフィスとして知られる三面枠、3つの紋章、2人のサンティアゴ騎士団員などで装飾されたアーチを有している。
穀倉は19世紀初頭の半島戦争（スペイン継承戦争）まで使用され、その後使用されなくなった。1914年に競売にかけられて民間人の手に渡ったが、1991年には自治体が穀倉を再取得し、町営博物館として使用するために改築した。この博物館では展示会や文化活動が行われている。

### 教会・修道院
- アスンシオン教会

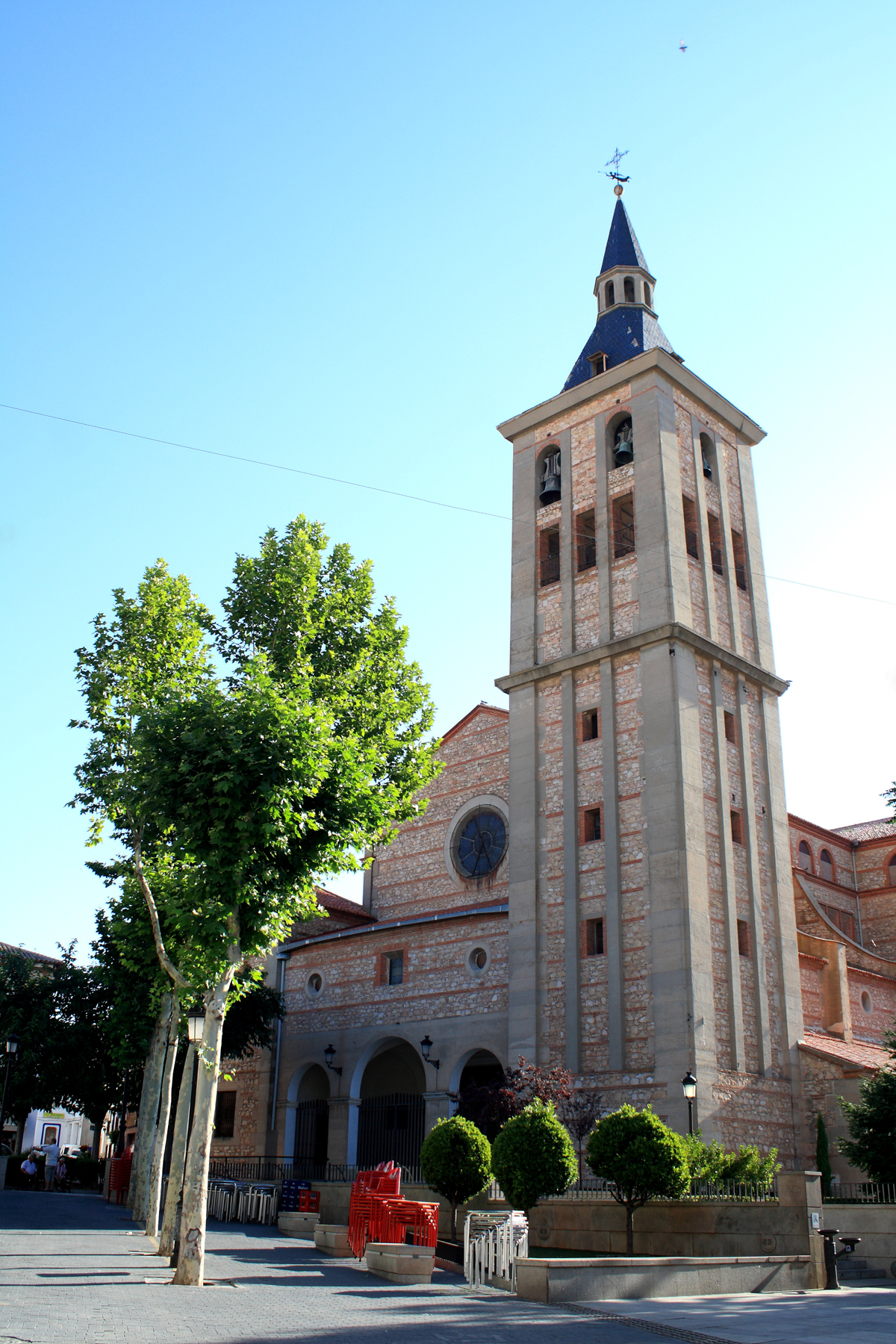
アスンシオン教会

  - アスンシオン教会の建物は16世紀の教会の跡地に建てられたが、1936年に焼失した。1958年には現在のアスンシオン教会が完成した。

- 修道院教会
  - カンポ・デ・クリプターナはカルメリテスの修道会を有していたが、メンディサバルの法に従って19世紀に没収された。現在の修道院教会の外観は、イエズス会教会の見本にしたがって18世紀に行われた改築の結果である。翼廊はランタンで飾られた丸ドームを有している。1612年にコロニア大司教から寄贈されたThousand and One Virginsの聖堂は現在も保存されている。

- 平和の聖母修道院
  - ラ・パス丘の近くにある平和の聖母修道院からは壮大な田園地帯の風景を見ることができる。何世紀にもわたってこの修道院は、疫病からの防御者だった聖クリストフォロスに捧げられた。修道院に似た外観を持つ小規模な白い家で構成される地域に囲まれており、単一の身廊、ヴォールト天井からなる長方形のレイアウトである。

これらの教会・修道院のほかに、カンポ・デ・クリプターナを囲むように9の修道院が存在する。
- ベラクルス修道院
- 聖アナ修道院
- ディオスの母修道院
- 聖クリストーバル修道院
- コンセプシオン修道院
- 聖セバスティアン修道院
- 聖ペドロ修道院
- クリスト・デ・ビリャホス修道院
- クリプターナの聖母修道院

## 文化

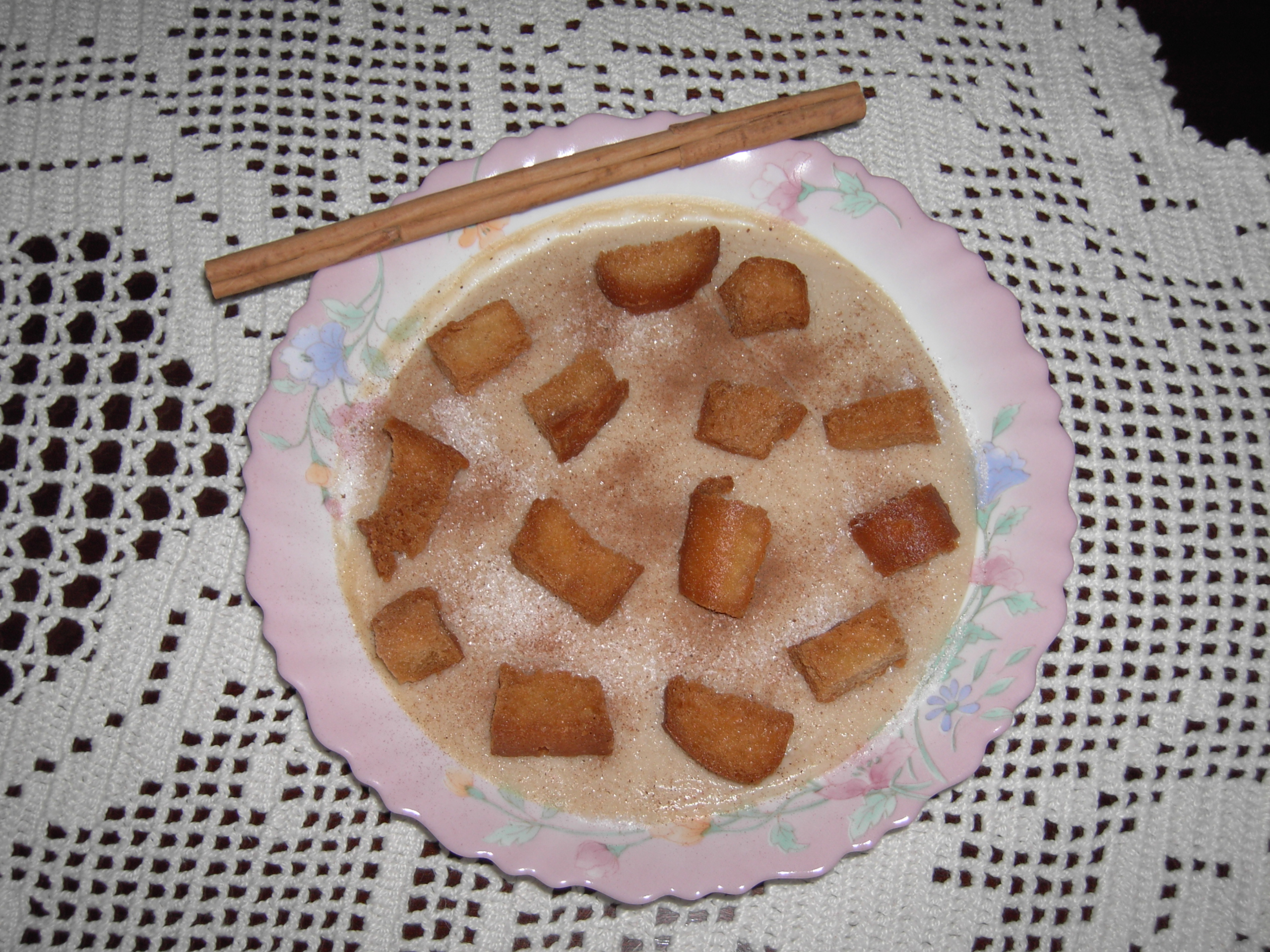
粥の一種であるガチャス・マンチェガス

### 祭礼
この地域には以下のような祭礼がある。
- クリプターナの聖母サンティシマの祭礼（復活祭の月曜日）
- ビリャホスの救世主サンティシモの祭礼（8月第一火曜日）
- 謝肉祭（カーニバル）
- 聖週間

### 食文化
この地域の典型的な料理には以下のようなものがある。
- ガチャス・マンチェガス（スペイン語版） – 細かく刻んだハム、ニンニク、パプリカ、ソーセージなどを用いたペースト状の粥。
- ミガス・デ・パストール(migas de pastor) – 細かく刻んだハム、ニンニク、パプリカ、パンなどの炒め料理。
- コルデーロ・ア・ラ・カルデレータ(cordero a la caldereta) – 子羊のシチュー。
- ピスト・マンチェゴ – ラタトゥイユ風煮込み料理。
- ニンニクのスープ
- 玉ねぎとマンチェゴ・チーズを用いたスクランブルエッグ。
- アロス・コン・ドゥス・フリオ(arroz con duz frío) – 冷たい米にカラメルソースを添えたデザート。

## 関連人物

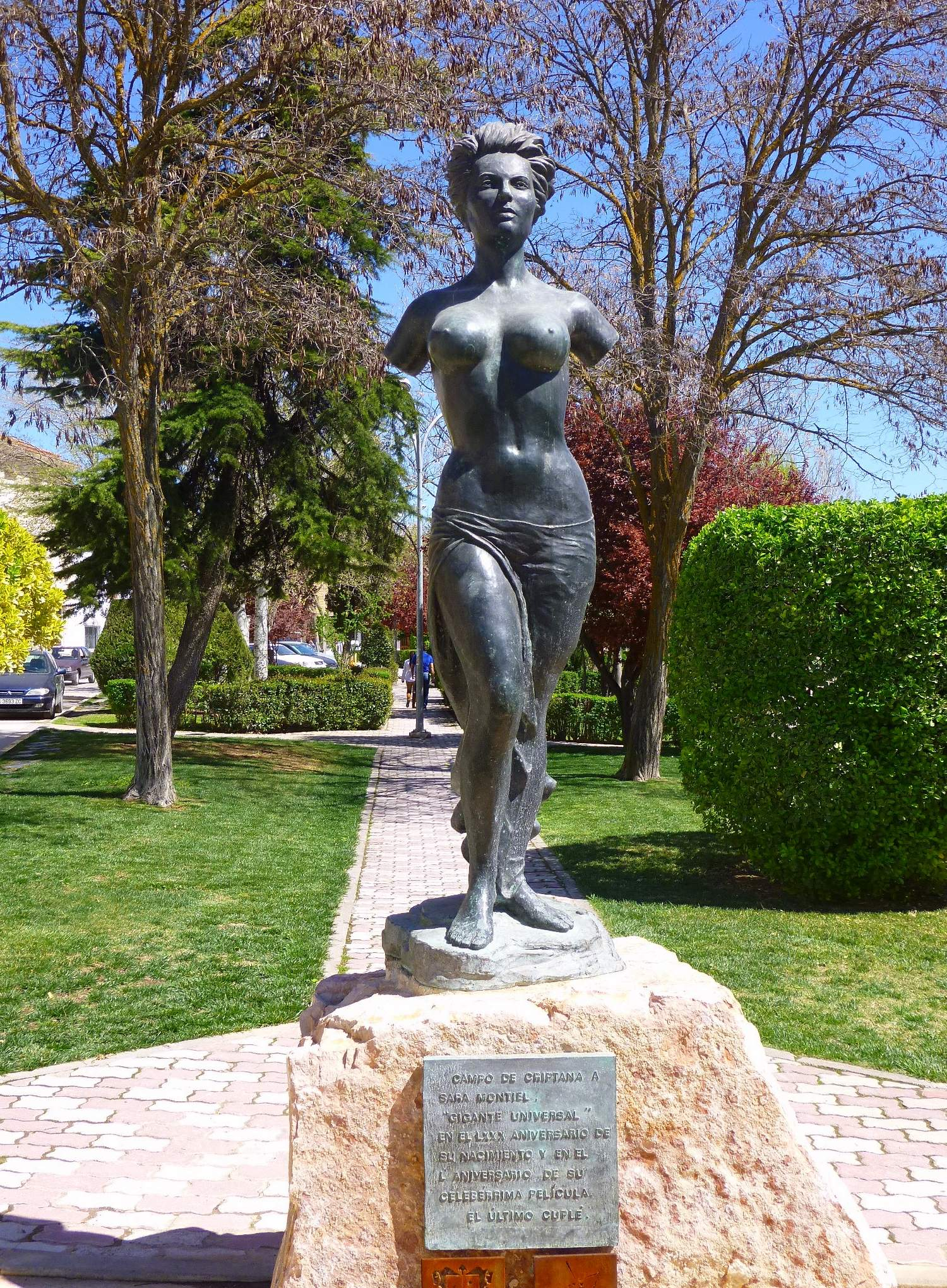
サラ・モンティエルの銅像

- マヌエル・アングロ・セプルベダ（スペイン語版）(1904-1995) : 作曲家。
- エンリケ・アラルコン（スペイン語版）(1917-1995) : 映画装飾家。
- イシドロ・アンテケーラ（スペイン語版）(1926-) : 画家。
- アンヘル・アルテアガ（スペイン語版）(1928-1984) : 作曲家。
- サラ・モンティエル（スペイン語版）(1928-2013) : 映画女優・歌手。
- ホセ・ディアス・ゴメス（スペイン語版）(1930-2015) : 画家。
- フェルナンド・マンサネーケ（スペイン語版）(1934-2004) : 自転車競技選手。ヘスース・マンサネーケの兄。
- ドミンゴ・ミラス（スペイン語版）(1934-) : 劇作家。
- バレンティン・アルテアガ（スペイン語版）(1936-) : 詩人。
- ヘスース・マンサネーケ（スペイン語版）(1943-) : 自転車競技選手。フェルナンド・マンサネーケの弟。
- ルイス・コボス（スペイン語版）(1948-) : 作曲家・指揮者。
- プリフィカシオン・オルティス（スペイン語版）(1972) : 陸上競技選手（短距離・走り幅跳び）。
- マリーア・サラゴサ（スペイン語版）(1982-) : 著作家。

## 文献
- 「風車の冒険」篠田有史 写真・工藤律子 文『ドン・キホーテの世界をゆく』論創社, 2009年, pp.36-42
- 「カンポ・デ・クリプターナ」土田陽介 編『スペイン小さいまち紀行』グラフィック社, 1996年, pp.90-91